# قسم صفي آباد الريفي (مقاطعة إسفراين)
قسم صفي آباد الريفي (بالفارسية: دهستان صفی‌آباد) هي منطقة ريفية تقع في Bam and Safiabad District في إيران. يقدر عدد سكانها بـ 7,683 نسمة .